# Veyretia rupicola
Veyretia rupicola är en orkidéart som först beskrevs av Leslie Andrew Garay, och fick sitt nu gällande namn av Fábio de Barros. Veyretia rupicola ingår i släktet Veyretia och familjen orkidéer. Inga underarter finns listade i Catalogue of Life.